# St. Vitus (Neumarkt-Sankt Veit)

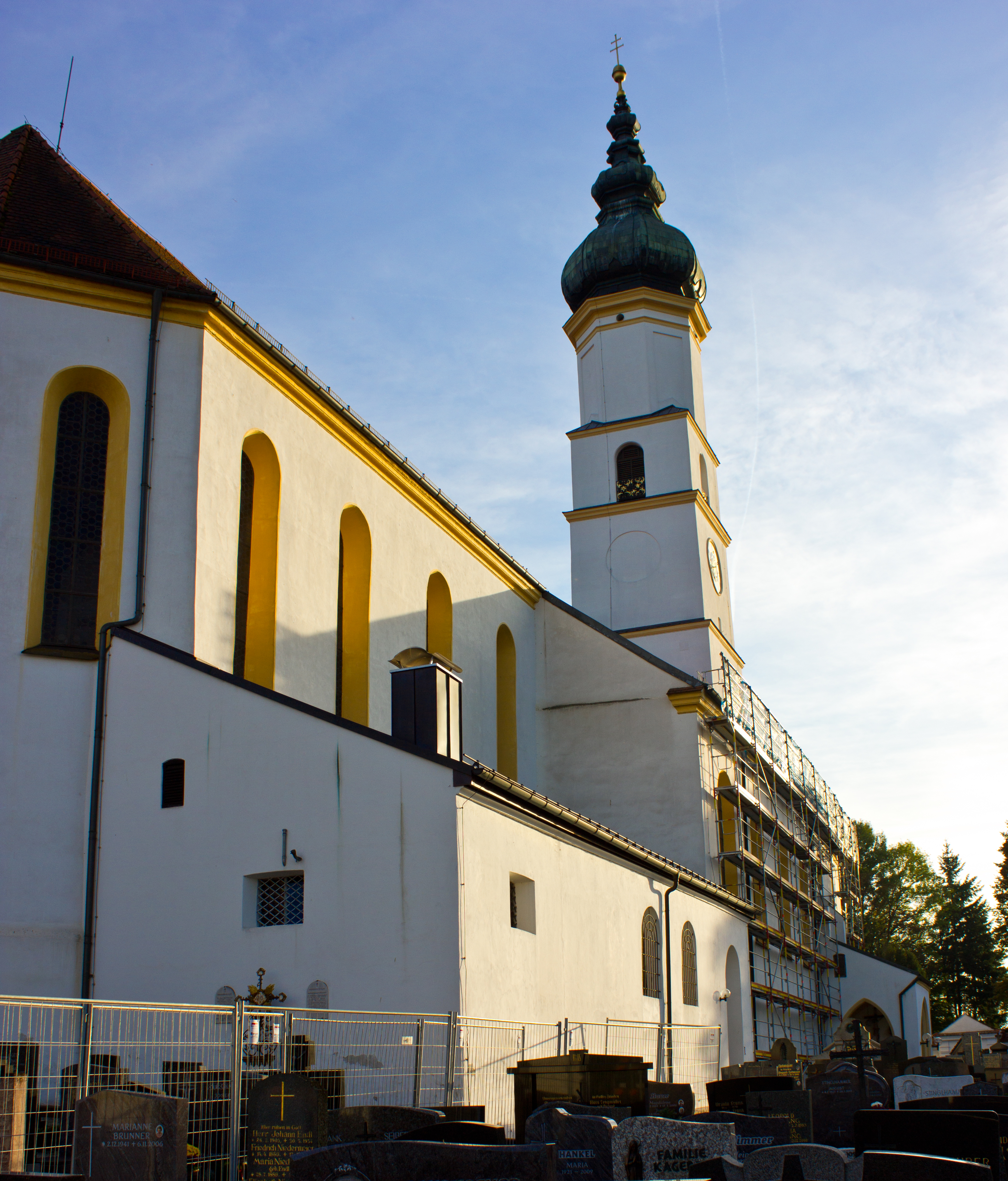
Außenansicht der Stadtpfarrkirche St. Vitus von Südosten

Die römisch-katholische Pfarrkirche St. Vitus (auch St. Veit genannt) in Neumarkt-Sankt Veit, einer Kleinstadt im oberbayerischen Landkreis Mühldorf am Inn, ist die ehemalige Klosterkirche des Benediktinerstifts Kloster Sankt Veit und thront als Wahrzeichen der Stadt auf dem 459 Meter hohen Veitsberg. Das Gotteshaus ist dem heiligen Vitus (Gedenktag: 15. Juni) geweiht und als Baudenkmal mit der Nummer D-1-83-129-49  beim Bayerischen Landesamt für Denkmalpflege eingetragen.

## Geschichte
Der im Wesentlichen spätgotische Bau wurde in der zweiten Hälfte des 15. Jahrhunderts über Fragmenten des romanischen Vorgängerbaus errichtet. Diese spätgotische Hallenkirche wurde infolge mehrerer Klosterbrände im 16. bis 18. Jahrhundert (1504, 1617, 1639, 1686 und 1708) sowie Plünderungen durch kriegerische Auseinandersetzungen in den Jahren 1648 und 1706 mehrfach baulich verändert und neu ausgestattet. Besonders weitgehend war die barocke Umgestaltung nach dem Klosterbrand 1708. Im Jahr 1709 wurden im Zuge der Bauarbeiten am Kloster auch das Kirchenbau durch den späteren Freisinger Hofmaurermeister Dominik Gläsl erneuert. Der Kirchturm mit Zwiebelhaube wurde erst später von dem berühmten Barockbaumeister Johann Michael Fischer errichtet. Bis heute sind vor allem im Presbyterium zahlreiche Ausstattungsstücke aus der Barockzeit zu finden. Die übrige Ausstattung fiel in der zweiten Hälfte des 19. Jahrhunderts einer Regotisierung der Hallenkirche zum Opfer.
Das Kloster Sankt Veit war im Jahr 1802 eines der ersten in Bayern, das der Säkularisation zum Opfer fiel. Die Benediktinermönche hatten ihr Kloster als erste bayerische Abtei selbst dem Minister Maximilian von Montgelas zur Aufhebung angeboten. Dies kann aus heutiger Sicht als Glücksfall bezeichnet werden, da so die Klosterkirche erhalten blieb und zur Pfarrkirche für die Stadt Neumarkt-Sankt Veit umgewidmet wurde.

## Beschreibung
Den Chorraum dominiert der mehr als 13 Meter hohe Hochaltar aus Stuckmarmor, der im Jahr 1739 von dem Salzburger Bildhauer Jakob Mösl geschaffen wurde. Das Hauptbild wurde von Johann Nepomuk della Croce gemalt und zeigt das Martyrium des Kirchenpatrons Vitus in einem Kessel mit siedendem Öl. Im Auszugsbild ist die Klostergründung dargestellt. Der Altar wird von vergoldeten Figuren der Heiligen Rupert und Vitus flankiert. Außerdem befinden sich im Presbyterium sechs große Wandbilder, auf denen die Lebens- und Leidensgeschichte des heiligen Vitus dargestellt ist, und das frühbarocke Chorgestühl, das in seiner aufwändigen Gestaltung inzwischen deutlich zurückgenommen wurde.
Nördlich an den Chorraum angebaut ist die Anna- oder Luciuskapelle. Diese enthält einen Reliquienaltar mit dem sterblichen Leib des Katakombenheiligen Lucius, der 1694 aus der Calixtus-Katakombe in Rom nach Sankt Veit übertragen wurde.

### Orgel

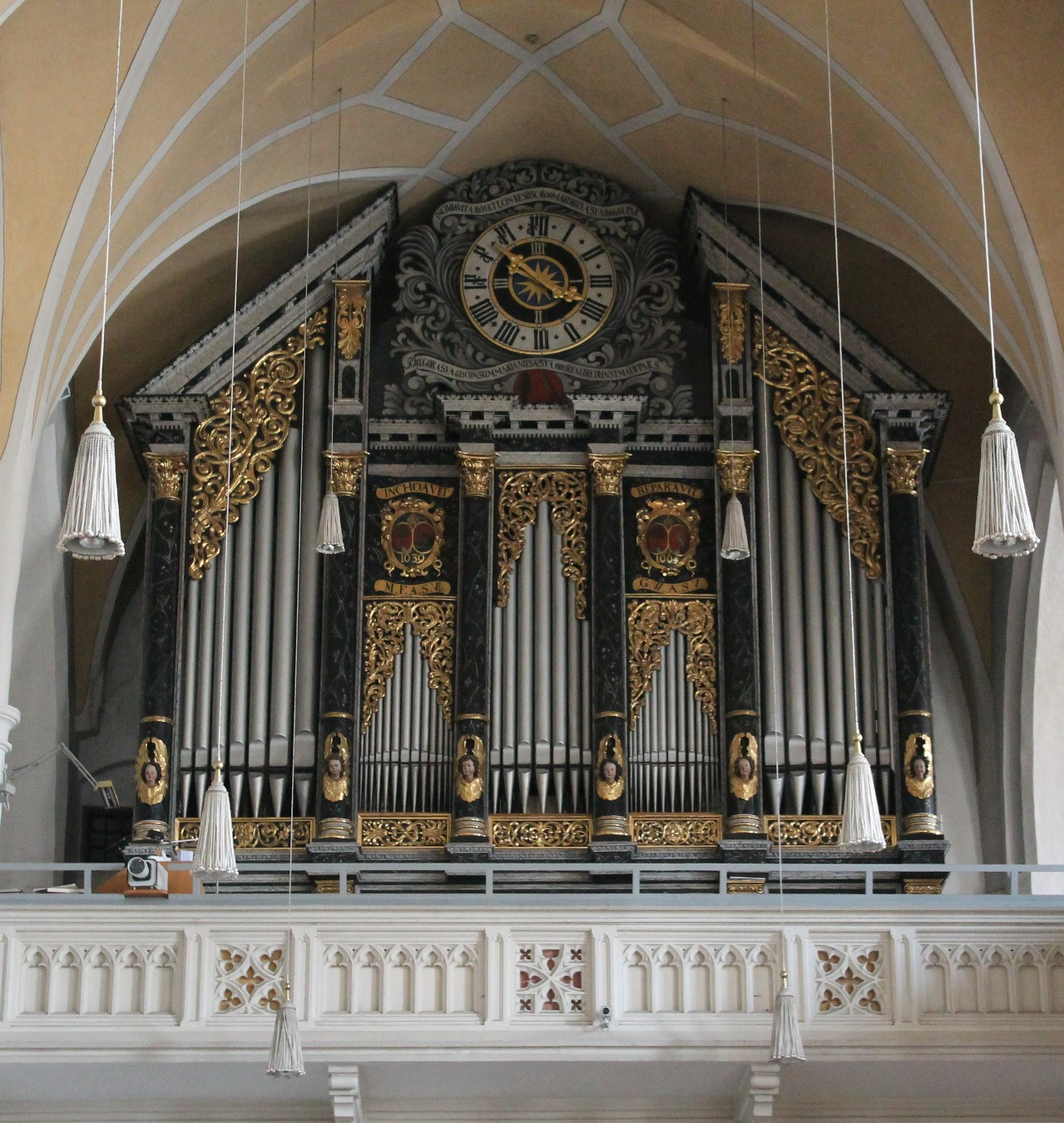
Orgel in historischen Gehäuse von Christoph Egedacher d. Ä. (1639)

Die Orgel der Stadtpfarrkirche St. Vitus befindet sich in einem barocken Gehäuse von Christoph Egedacher d. Ä. aus dem Jahr 1639. Das Orgelwerk, zuerst bestehend aus insgesamt 20 Registern auf zwei Manualen und Pedal, wurde im Jahr 1900 von dem Orgelbauer Franz Borgias Maerz aus München geschaffen und im Jahr 1976 von Max Sax aus Altmühldorf teilweise umgebaut und auf 25 Register erweitert. Die Disposition lautet wie folgt:
| I Manual C–g3 |                |        |
| 1.            | Principal      | 8′     |
| 2.            | Weidenpfeife   | 8′     |
| 3.            | Gedeckt        | 8′     |
| 4.            | Octav          | 4′     |
| 5.            | Schweizerflöte | 4′     |
| 6.            | Quintflöte     | 2 ⁄3′  |
| 7.            | Octav          | 2′     |
| 8.            | Terz           | 1 3⁄5′ |
| 9.            | Mixtur V       | 1′     |
| 10.           | Trompete       | 8′     |

| II Manual C–g3 |                 |       |
| 11.            | Rohrgedeckt     | 8′    |
| 12.            | Dolce           | 8′    |
| 13.            | Singendoktave   | 4′    |
| 14.            | Quintadena      | 4′    |
| 15.            | Waldflöte       | 2′    |
| 16.            | Kleinquinte     | 1 ⁄3′ |
| 17.            | Oktavzimbel III | 1⁄2′  |
| 18.            | Krummhorn       | 8′    |
| 19.            | Rohrschalmei    | 4′    |
|                | Tremulant       |       |

| Pedal C–f1 |                |     |
| 20.        | Principalbaß   | 16′ |
| 21.        | Subbaß         | 16′ |
| 22.        | Octavbaß       | 8′  |
| 23.        | Pommer         | 8′  |
| 24.        | Choralbaß      | 4′  |
| 25.        | Stille Posaune | 16′ |

- Koppeln: II/I, I/P, II/P
- Spielhilfen: eine freie Kombination, Tutti, Einzelzungenabsteller, Auslöser, Crescendo, Crescendo ab

Anmerkungen:
1. 1 2 3 4 5 6 7 8 9 10 11 12 13 14 15  neu von Sax 1976

### Glocken
Im Turm der Stadtpfarrkirche St. Vitus befinden sich fünf Glocken des Münchner Glockengießers Johann Matthias Langenegger aus dem Jahr 1709. Aus den Inschriften und Wappen auf den Glocken geht hervor, dass diese ein Geschenk Herzogs Maximilian Philipp von Bayern waren. Im Zweiten Weltkrieg wurden die fünf Glocken zwar eingezogen, konnten aber nach dem Krieg wiedererkannt werden und kamen so 1948 zurück an ihren angestammten Platz. Die größte Glocke ist die 1920 Kilogramm schwere Vitusglocke, die nur zur besonderen Anlässen geläutet wird. Die kleinste Glocke wird heute nicht mehr geläutet.